# Hurley Reyes
Hugo "Hurley" Reyes – jeden z bohaterów serialu Zagubieni. Gra go Jorge Garcia.
Sympatyczny, młody mężczyzna ze sporą nadwagą. Reprezentant klasy niższej amerykańskiego społeczeństwa. Ostatnią jego pracą (przed wygraną na loterii) było posada sprzedawcy w barze szybkiej obsługi. Hurley jest jedyną osobą, która miała jakikolwiek związek z wyspą jeszcze przed katastrofą. Jest nią zestaw liczb, których użył grając w grę liczbową wygrywając tym samym ponad sto pięćdziesiąt milionów dolarów. Ten sam zestaw numerów wymagany jest do cyklicznego uruchamiania komputera w tajemniczym bunkrze odkrytym na wyspie przez rozbitków. Te tajemnicze numery to 4, 8, 15, 16, 23, 42. Hurley usłyszał je od pensjonariusza zakładu psychiatrycznego, który je uporczywie powtarzał. Choć numery przyniosły bogactwo, nie dały szczęścia Hurleyowi. Wygrana zapoczątkowała serię nieszczęśliwych wydarzeń dosięgających jego bliskich. Jedynie Hurleya one omijały, a jego fortuna szybko rosła. Postanowił szukać prawdy o numerach. Po rozmowie z umysłowo chorym człowiekiem dowiedział się, że gdy ten pracował w radiowej stacji nasłuchowej, usłyszał je nadawane z jakiegoś, bliżej niezidentyfikowanego źródła znajdującego się na południowym Pacyfiku. Według niego numery były „przeklęte”. Hurleyowi udaje się odszukać żonę drugiego pracownika stacji nasłuchowej w dalekiej Australii. Od niej dowiaduje się, że jej niedawno zmarłemu mężowi numery te przyniosły wyłącznie nieszczęścia. To przekonuje Hurleya o ich feralności. Hugo wraca do USA na pokładzie pechowego samolotu. By dostać się na lot, pokonuje wiele przeciwności z nietypową dla niego determinacją. Wszystko po to, by zdążyć na urodziny swej mamy.
Z jego retrospekcji dowiadujemy się także, iż przebywał w szpitalu psychiatrycznym, po tym gdy z powodu jego nadwagi zawalił się taras, w wyniku czego śmierć poniosło 15 osób. W trudnych chwilach na wyspie widzi swojego zmyślonego przyjaciela Dave'a.
Ze względu na swój „luźny” styl życia, bezkonfliktowość i gotowość niesienia pomocy jest powszechnie lubianym członkiem społeczności rozbitków. Jako jedyny też przyjaźnił się z nieznanymi bliżej bohaterami serialu: Scottem i Steve'em.
W odcinku pt. "316" powrócił na wyspę.
W ostatnim odcinku szóstego sezonu podejmuje się zastąpić Jacka, jako opiekun wyspy.